# Асєєв Костянтин Миколайович
Костянтин Миколайович Асєєв (20 жовтня 1960, Новокузнецьк — 22 серпня 2004, Санкт-Петербург) — радянський і російський шахіст; гросмейстер (1992).
Шахами почав займатися з 10 років, у шахову секцію його привів брат. Першим тренером був — В. П. Штукатуркін.
Учасник 1-ї (1984, 1986 та 1988) та вищої (1984 — 14-16-те і 1989 — 8-9-те місця) ліг чемпіонатів СРСР. Півфіналіст чемпіонату СРСР (Миколаїв, 1983) — 1-4-те місце. Турнір найсильніших шахістів Ленінграда (1985) — 1-ше місце. Всесоюзний турнір молодих майстрів (1985) — 2-4-те місце. Найкращі результати в міжнародних змаганнях: Дрезден (1987) — 2-4-те; Потсдам (побічний турнір, 1988) — 1-ше; Берлін (1988) — 1-3-тє; Кечкемет і Ленінград (1989)— 1-2-ге місця.
Бувши в 1978-1982 роках студентом шахового відділення ГЦОЛІФК, тренувався під керівництвом Бориса Злотника.
Костянтин помер від лейкозу 22 серпня 2004. З того ж року в Санкт-Петербурзі проводяться турніри його пам'яті.

## Родина
- Батько — Микола Петрович Асєєв працював шахтарем
- Мати — Галина Зіновіївна
  - старший брат — Андрій
- Дружина (з 1980) — Марина Афіногенова
  - Донька — Марія (нар. 1983)

## Спортивні досягнення
| Рік  | Місто           | Турнір                                       | +   | −   | =   | Результат    | Місце |
| ---- | --------------- | -------------------------------------------- | --- | --- | --- | ------------ | ----- |
| 1984 | Львів           | 51-й чемпіонат СРСР                          | 4   | 7   | 6   | 7 з 17       | 14—16 |
| 1989 | Одеса           | 56-й чемпіонат СРСР                          | 4   | 4   | 7   | 7½ з 15      | 8—9   |
| 1990 | Санкт-Петербург | 57-й чемпіонат СРСР                          | 1   | 6   | 6   | 4 з 13       | 13—14 |
| 1991 | Москва          | 58-й і останній чемпіонат СРСР               | 3   | 3   | 5   | 5½ з 11      | 23—38 |
| 1994 | Еліста          | 47-й чемпіонат Росії                         | 4   | 2   | 5   | 6½ з 11      | 7—15  |
| 1995 | Еліста          | 48-й чемпіонат Росії                         | 5   | 3   | 3   | 6½ з 11      | 13—20 |
| 1996 | Еліста          | 49-й чемпіонат Росії                         | 2   | 4   | 5   | 4½ з 11      | 41—45 |
| 1997 | Еліста          | 50-й чемпіонат Росії                         |     |     |     | з            |       |
| 1998 | Санкт-Петербург | 51-й чемпіонат Росії                         | 3   | 3   | 5   | 5½ з 11      | 27—36 |
| 1999 | Москва          | 52-й чемпіонат Росії 1/32 фіналу 1/16 фіналу | 2 0 | 0 1 | 0 1 | 2 з 2 ½ з 1½ |       |
| 2000 | Самара          | 53-й чемпіонат Росії                         | 5   | 1   | 5   | 7½ з 11      | 2—6   |
| 2001 | Еліста          | 54-й чемпіонат Росії                         | 3   | 1   | 5   | 5½ з 9       | 4—20  |
| 2002 | Краснодар       | 55-й чемпіонат Росії                         | 2   | 2   | 5   | 4½ з 9       | 21—31 |
| 2003 | Красноярськ     | 56-й чемпіонат Росії                         | 2   | 4   | 3   | 3½ з 9       | 64—74 |
|      |                 |                                              |     |     |     | з            |       |